# Direct Line International Championships 1998
Direct Line International Championships 1998 — тенісний турнір, що проходив на відкритих кортах з трав'яним покриттям Devonshire Park Lawn Tennis Club в Істборні (Англія). Належав до турнірів 2-ї категорії в рамках Туру WTA 1998. Тривав з 15 до 20 червня 1998 року. Перша сіяна Яна Новотна здобула титул в одиночному розряді.

## Фінальна частина

### Одиночний розряд
Яна Новотна —  Аранча Санчес Вікаріо 6–1, 7–5
- Для Новотної це був другий титул за сезон і 21-й — за кар'єру[1].

### Парний розряд
Маріан де Свардт /  Яна Новотна —  Аранча Санчес Вікаріо /  Наташа Звєрєва 6–1, 6–3
- Для Свардт це був єдиний титул в парному розряді за сезон і третій — за кар'єру[2]. Для Новотної це був третій титул в парному розряді за сезон і 71-й — за кар'єру[1].